# Sunčevo zračenje
Sunčevo zračenje je osnovni energetski izvor za sve procese u Zemljinoj atmosferi. Sunce zrači ogromnu energiju koja se većinom pretvara u toplinu. Tako na 10 km2 Zemljine površine dopire u ljetnom vedrom danu (uz slabljenje zračenja atmosferom) čak od 7 do 9 milijuna kW.
Temperatura površine Sunca iznosi oko 5 778 K (5505 °C), a odzračnost ili radijacijska egzitancija (izračena energija po ploštini i vremenu) na površini Sunca iznosi oko 63 500 W/m2. Ozračenje ili iradijancija Zemlje Sunčevim zračenjem na vrhu Zemljine atmosfere naziva se Sunčevom ili solarnom konstantom. Međunarodni komitet za zračenje Svjetske meteorološke organizacije WMO (eng. World Meteorological Organization) prihvatio je 1957. kao standardnu vrijednost Sunčeve konstante S0 = 1 382 W/m2. Udaljenost između Zemlje i Sunca mijenja se tijekom godine, pa se zato i stvarni iznos Sunčeve konstante mijenja u području od 1340 do 1431 W/m2, tako da se može računati s prosječnim iznosom S0 = 1 396 W/m2.

## Spektar Sunčeva zračenja
Spektar Sunčeva zračenja podijeljen je u 3 područja:
- ultraljubičasto područje valnih duljina λ = 0,2 - 0,4 μm,
- vidljivo područje valnih duljina λ = 0,4 - 0,76 μm i
- infracrveno područje valnih duljina λ = 0,8 - 4,0 μm.

Osnovni zakoni fizike opisuju i matematski određuju elektromagnetsko zračenje sa svim popratnim pojavama kao što su apsorpcija, transmisija (prijenos), refleksija i emisija zračenja. 
Spektar zračenja kojemu je izložena atmosfera nalazi se unutar valnih duljina od oko 20 nm do oko 10 μm. Atmosfera ima veliku sposobnost apsorpcije, nepropusna je za kratke valne duljine λ < 0,3 μm, ali je skoro potpuno propusna za valne duljine vidljivog područja, to jest za 0,3 < λ < 1,0 μm. 
Toplinsko zračenje Zemlje je u području valnih duljina oko λ = 10 μm. To je područje infracrvenog zračenja od kojega u atmosferi najveći dio apsorbira vodena para i ugljikov dioksid, pa samo manji dio Zemljina zračenja prolazi kroz atmosferu i odlazi u svemir. 
Razdioba Sunčeva zračenja na vrhu atmosfere određena je astronomskim čimbenicima: kruženjem Zemlje oko Sunca, nagibom osi Zemljine vrtnje (rotacije) prema ekliptici te dnevnom Zemljinom vrtnjom. Teoriju razdiobe Sunčeva zračenja na Zemljinu kuglu kad ne bi bilo atmosfere (a to vrijedi i za vrh atmosfere) postavio je M. Milanković. On je predočio dijagram koji prikazuje godišnji raspored Sunčeva zračenja koje dopire do vodoravne površine na vrhu atmosfere prema zemljopisnoj širini. Na prvi pogled čini se nelogično da je najveća dnevna insolacija na polovima. To je ipak točno, ali ne zato što je na polovima najveće ozračenje Sunčevim zračenjem, nego zbog toga što u vrijeme maksimalne insolacije na polovima dan traje 24 sata. 
Dnevno ozračenje ovisi i o upadnom kutu Sunčevih zraka na plohu. S druge strane, i zbog različite duljine dana, dnevno se ozračenje na vrhu atmosfere tijekom godine bitno mijenja. Godišnje Sunčevo ozračenje smanjuje se porastom zemljopisne širine.